# 王鼎 (成化己丑進士)
王鼎（1438年—？），字元勳，直隸蘇州府常熟縣人，軍籍。明朝政治人物。進士出身。

## 生平
應天府鄉試第一百二十八名。成化五年（1469年）乙丑科會試第一百四十二名，殿試登進士第二甲第五十五名。

## 家族
曾祖王佐。祖父王衡。父亲王綱。